# Джаббаров, Маматкарим
Маматкарим Джаббаров — советский узбекистанский хозяйственный деятель, Герой Социалистического Труда.

## Биография
Родился в 1913 году в кишлаке Хайрабад. Член КПСС с 1957 года.
В 1957—1974 — начальник дорожно-строительного управления № 10 (Бухарская область) Министерства строительства и эксплуатации автомобильных дорог Узбекской ССР.
В 1974—1983 — начальник Джизакского областного управления строительства и эксплуатации автомобильных дорог Минавтодора Узбекской ССР.
Указом Президиума Верховного Совета СССР от 4 мая 1971 года присвоено звание Героя Социалистического Труда с вручением ордена Ленина и золотой медали «Серп и Молот».
Умер после 1984 года в Джизаке.

## Награды и звания
- Герой Социалистического Труда (04.05.1971)
- Орден Ленина (1966, 04.05.1971)